# Eudémosz
Eudémosz (Kr. e. 4. század) görög filozófus.
Rodosz szigetéről származott, peripatetikus filozófus és orvos, Arisztotelész tanítványa volt. Egy geometria és egy asztronómia-történetet írt, valamint Arisztotelész „Fizika” című művéhez készített kommentárokat. Pótolhatatlan veszteség, hogy A geometria története című műve nem maradt fenn. Theophrasztosszal és Stagirai Nikomakhosszal kiadta Arisztotelész munkáit. Egyes kutatók Arisztotelész „Eudémoszi etika” című munkáját is neki tulajdonítják, bár e feltételezést ma már nem tartjuk valószínűnek (ld. David Ross: Arisztotelész; Osiris, Bp., 2001; 26.-27. old.).